# Copa Intertoto de la UEFA 2002
La Copa Intertoto de la UEFA 2002 es la octava edición de este torneo de fútbol a nivel de clubes organizado por la UEFA y que contó con la participación de 60 equipos del continente europeo.
El torneo adjudicaba 3 plazas para la Copa de la UEFA 2002-03, las cuales obtuvieron el Málaga de España el VfB Stuttgart de Alemania y el Fulham de Inglaterra.

## Primera ronda
| Equipo 1                | Agr.     | Equipo 2              | Ida  | Vuelta |
| ----------------------- | -------- | --------------------- | ---- | ------ |
| Rijeka                  | 3–3 (v.) | St Patrick's Athletic | 3–2  | 0–1    |
| Lokeren                 | 5–4      | WIT Georgia           | 3–1  | 2–3    |
| Santa Clara             | 5–3      | Shirak                | 2–0  | 3–3    |
| BATE Borisov            | 3–0      | AB                    | 1–0  | 2–0    |
| Obilić                  | 2–3      | Haka                  | 1–2  | 1–1    |
| Zürich                  | 8–2      | Brotnjo               | 7–0  | 1–2    |
| Gloria Bistriţa         | 2–0      | Union Luxembourg      | 2–0  | 0–0    |
| Trencin                 | 3–6      | Slaven Belupo         | 3–1  | 0–5    |
| Constructorul Cioburciu | 0–4      | Synot                 | 0–0  | 0–4    |
| Helsingborgs            | 1–0      | Koper                 | 1–0  | 0–0    |
| Budapest Honvéd         | 0–1      | Žalgiris              | 0–1  | 0–0    |
| St. Gallen              | 11–1     | B68                   | 5–1  | 6–0    |
| Zagłębie Lubin          | 1–2      | Dinaburg              | 1–1  | 0–1    |
| Brno                    | 1–6      | F.C. Ashdod           | 0–5  | 1–1    |
| Enosis Neon Paralimni   | 1–5      | Bregenz               | 0–2  | 1–3    |
| Leiria                  | 2–4      | Levadia               | 0–31 | 2–1    |
| Valletta                | 1–2      | Teuta                 | 1–2  | 0–0    |
| Coleraine               | 7–2      | Sant Julià            | 5–0  | 2–2    |
| Marek                   | 3–1      | Caersws               | 2–0  | 1–1    |
| Cementarnica 55         | 3–4      | FH                    | 1–3  | 2–1    |

1- Victoria acreditada al Levadia por el uso de un jugador inelegible para el torneo por parte del Leiria.

## Segunda ronda
| Equipo 1        | Agr.     | Equipo 2               | Ida | Vuelta     |
| --------------- | -------- | ---------------------- | --- | ---------- |
| Slaven Belupo   | 3–0      | Belenenses             | 2–0 | 1–0        |
| Coleraine       | 2–4      | Troyes                 | 1–2 | 1–2        |
| 1860 Múnich     | 0–5      | BATE Borisov           | 0–1 | 0–4        |
| Villarreal      | 4–2      | FH                     | 2–0 | 2–2        |
| Fulham          | (v.) 1–1 | Haka                   | 0–0 | 1–1        |
| Sochaux         | 4–1      | Žalgiris               | 2–0 | 2–1        |
| K.A.A. Gent     | (v.) 3–3 | St. Patrick's Athletic | 2–0 | 1–3        |
| VfB Stuttgart   | 3–0      | Lokeren                | 2–0 | 1–0        |
| Torino          | 2–1      | Bregenz                | 1–0 | 1–1        |
| Krylia Sovetov  | 4–0      | Dinaburg               | 3–0 | 1–0        |
| Teplice         | 9–2      | Santa Clara            | 5–1 | 4–1        |
| Willem II       | 2–1      | St. Gallen             | 1–0 | 1–1 (pró.) |
| Zürich          | 1–0      | Levadia                | 1–0 | 0–0        |
| Synot           | 4–2      | Helsingborgs           | 4–0 | 0–2        |
| Gloria Bistriţa | 3–1      | Teuta                  | 3–0 | 0–1        |
| Ashdod          | 1–2      | Marek                  | 1–1 | 0–1        |

## Tercera ronda
| Equipo 1        | Agr.     | Equipo 2      | Ida | Vuelta |
| --------------- | -------- | ------------- | --- | ------ |
| Krylia Sovetov  | 3–3 (v.) | Willem II     | 3–1 | 0–2    |
| NAC Breda       | 1–1 (v.) | Troyes        | 1–1 | 0–0    |
| VfB Stuttgart   | 4–3      | Perugia       | 3–1 | 1–2    |
| Fulham          | 2–1      | Egaleo        | 1–0 | 1–1    |
| Gloria Bistriţa | 0–3      | Lille         | 0–2 | 0–1    |
| Kaiserslautern  | 2–5      | Teplice       | 2–1 | 0–4    |
| Bologna         | 2–0      | BATE Borisov  | 2–0 | 0–0    |
| Málaga          | 4–1      | K.A.A. Gent   | 3–0 | 1–1    |
| Marek           | 1–6      | Slaven Belupo | 0–3 | 1–3    |
| Synot           | 0–3      | Sochaux       | 0–3 | 0–0    |
| Torino          | 2–2 (p.) | Villarreal    | 2–0 | 0–2    |
| Zürich          | 2–3      | Aston Villa   | 2–0 | 0–3    |

## Semifinales
| Equipo 1      | Agr. | Equipo 2      | Ida | Vuelta |
| ------------- | ---- | ------------- | --- | ------ |
| Fulham        | 3–0  | Sochaux       | 1–0 | 2–0    |
| Lille         | 3–1  | Aston Villa   | 1–1 | 2–0    |
| VfB Stuttgart | 3–1  | Slaven Belupo | 2–1 | 1–0    |
| Villarreal    | 3–0  | Troyes        | 0–0 | 3–0    |
| Málaga        | 3–1  | Willem II     | 2–1 | 1–0    |
| Bologna       | 8–2  | Teplice       | 5–1 | 3–1    |

## Finales
| Equipo 1   | Agr. | Equipo 2      | Ida | Vuelta |
| ---------- | ---- | ------------- | --- | ------ |
| Villarreal | 1–2  | Málaga        | 0–1 | 1–1    |
| Bologna    | 3–5  | Fulham        | 2–2 | 1–3    |
| Lille      | 1–2  | VfB Stuttgart | 1–0 | 0–2    |